# Expr
exprは、Unixのコマンドの一つで、引数として与えられた数式を評価し、結果を標準出力に書き出す。Version 7 Unixより追加された。
exprは整数や文字列の数式（正規表現によるパターンマッチングを含む）を評価する。exprでは以下の操作ができる。
- 整数:  加算、減算、乗算、除算、剰余
- 文字列:  文字列の中から正規表現にマッチする部分を探す、文字列の中から文字を探す、部分文字列を探す、文字列長を求める
- 両方:  比較（等しい、等しくない、大きいなど）。真は1、偽は0。

以下は、ブール式を計算している例である。
```
expr length  "abcdef"  "<"  5  "|"  15  -  4  ">"  8
```

上記を実行すると"1"が出力される。まず、「length  "abcdef"」が 6 になり、「6 "<" 5」は正しくないので、"|"の左側は 0 となる。「15  -  4」は 11 で、「11 ">" 8」は正しいので、"|"の右側は 1 となる。全体で「0 "|" 1」（0または1）となり、結果は 1 である。正常終了時は、終了ステータスは 0 になる。
数値のみの計算をする場合は、bcを使用した方が便利である。
部分文字列を探す機能と文字列長を求める機能は一部のバージョンのみが対応しており、移植性の観点からは使用は勧められない。